# Manoir de Ronsouze
Le manoir de Ronsouze est un édifice situé à Ploërmel en France.

## Localisation
Le manoir est situé sur le territoire de la commune de Ploërmel, au lieu-dit Ronsouze, dans le département du Morbihan en région Bretagne.

## Description
Manoir, dans une ancienne cour fermée par un portail à deux portes. Logis très remanié à deux salles par étage séparées par un mur de refend ; fenêtres à coussièges à l'étage. Charpente à fermes : arbalétriers, entrait, entrait retroussé, poinçon ; contreventement par liens, construit au XVIIe siècle. Édifice à un étage carré en moellons de granite et de schiste. Toiture à longs pans couverte d'ardoises, pignon couvert. Escalier dans-œuvre : escalier à vis sans jour.

## Historique
La seigneurie de Ronsouse est aux Perrotin entre 1423 et 1440, puis aux Belloüan qui la vendent en 1507 aux Audran, seigneurs de Maleville. Elle appartient aux Potier de la Houssaye au XVIIIe siècle.
Le manoir est inscrit à l'inventaire général du patrimoine culturel.